# Ahmed Abdo Mustafa
Ahmed Abdo Mustafa (arab. احمد عبده مصطفى; ur. w 1946) – sudański piłkarz grający na pozycji napastnika, olimpijczyk. 
28 sierpnia 1972 zagrał w pierwszym spotkaniu olimpijskim, w którym rywalem byli piłkarze Meksyku. Jego reprezentacja przegrała 0–1. Wystąpił również w dwu kolejnych spotkaniach: w przegranym 1–2 meczu ze Związkiem Radzieckim, oraz w ostatniej potyczce grupowej z drużyną Birmy, również przegranej (0–2). Sudańczycy odpadli z turnieju, zajmując ostatnie miejsce w grupie.